# 22a cerimònia dels Lumières
La 22a cerimònia dels Lumières de la Premsa Internacional, va tenir lloc el 30 de gener de 2017 al Théâtre de la Madeleine i fou presentada per Laurie Cholewa i Pierre Zéni. Durant aquesta cerimònia es va atorgar per primera vegada el Lumière a la millor pel·lícula d'animació. Les nominacions foren anunciades el 16 de desembre de 2016.
Elle va guanyar tres premis, inclòs el de millor pel·lícula.

## Guanyadors i nominats
Els guanyadors s'indiquen en negreta.
| Millor pel·lícula - Elle de Paul Verhoeven, produïda per Saïd Ben Saïd i Michel Merkt - La mort de Lluís XIV d’Albert Serra i Juanola, produïda per Thierry Lounas - Nocturama de Bertrand Bonello, produïda per Édouard Weil i Alice Girard - Les Ogres de Léa Fehner, produïda per Philippe Liégeois - Rester vertical d'Alain Guiraudie, produïda per Sylvie Pialat i Benoît Quainon - Une vie de Stéphane Brizé, produïda per Miléna Poylo i Gilles Sacuto | Millor director - Paul Verhoeven per Elle - Bertrand Bonello per Nocturama - Stéphane Brizé per Une vie - Léa Fehner per Les Ogres - Alain Guiraudie per Rester vertical - Albert Serra per La mort de Lluís XIV |
| Millor actor - Jean-Pierre Léaud pel paper de Lluís XIV a La mort de Lluís XIV - Pierre Deladonchamps pel paper de Mathieu a Le Fils de Jean - Gérard Depardieu pel paper de l'home a The End - Nicolas Duvauchelle pel paper de Eddie a Je ne suis pas un salaud - Omar Sy pel paper de Rafael Padilla i James Thierrée pel paper de George Foottit a Chocolat - Gaspard Ulliel pel paper de Louis a Només la fi del món                                      | Millor actriu - Isabelle Huppert pel paper de Michèle Leblanc a Elle - Judith Chemla pel paper de Jeanne Le Perthuis des Vauds a Une vie - Marion Cotillard pel paper de Gabrielle a El somni de la Gabrielle - Virginie Efira pel paper de Victoria Spick a Victoria - Sidse Babett Knudsen pel paper d'Irène Frachon a La Fille de Brest - Soko pel paper de Loïe Fuller a La ballarina |
| Millor actor revelació - Damien Bonnard a Rester vertical - Corentin Fila i Kacey Mottet-Klein a Quand on a 17 ans - Finnegan Oldfield a Bang Gang - Toki Pilioko a Mercenaire - Sadek a Tour de France - Niels Schneider a Diamant noir | Millor actriu revelació - Oulaya Amamra i Déborah Lukumuena a Divines - Paula Beer a Frantz - Lily-Rose Depp a La ballarina - Manal Issa a Peur de rien - Naomi Amarger i Noémie Merlant a Le ciel attendra - Raph a L'alta societat |
| Millor pel·lícula francòfona - Hedi, un vent de liberté de Mohamed Ben Attia - Belgica de Felix Van Groeningen - La Fille inconnue de Jean-Pierre et Luc Dardenne - Només la fi del món de Xavier Dolan - Minoses de Oliver Laxe - Les Premiers, les Derniers de Bouli Lanners | Millor guió - La vida d'en Carbassó – Céline Sciamma - Elle – David Birke - Les Ogres – Léa Fehner, Catherine Paillé i Brigitte Sy - Le ciel attendra – Émilie Frèche i Marie-Castille Mention-Schaar - Rester vertical – Alain Guiraudie - Frantz – François Ozon |
| Millor primera pel·lícula - Divines de Houda Benyamina - Apnée de Jean-Christophe Meurisse - La ballarina de Stéphanie Di Giusto - Diamant noir d’Arthur Harari - Gorge cœur ventre de Maud Alpi - Mercenaire de Sacha Wolff | Millor fotografia - Jonathan Ricquebourg per La mort de Lluís XIV - Christophe Beaucarne per El somni de la Gabrielle - Benoît Debie per La ballarina - Antoine Héberlé per Une vie - Léo Hinstin per Nocturama - Pascal Marti per Frantz |
| Millor música - Ibrahim Maalouf per Dans les forêts de Sibérie - Sophie Hunger per La vida d'en Carbassó - Laurent Perez del Mar per La Tortue rouge - Robin Coudert per Planetarium - Philippe Rombi per Frantz - Gabriel Yared per Només la fi del món | Millor documental - Voyage à travers le cinéma français de Bertrand Tavernier - Le Bois dont les rêves sont faits de Claire Simon - Dernières Nouvelles du cosmos de Julie Bertuccelli - Merci Patron ! de François Ruffin - La Sociologue et l'Ourson de Étienne Chaillou i Mathias Théry - Swagger de Olivier Babinet                                                                   |
| Millor pel·lícula d'animació - La vida d'en Carbassó de Claude Barras - La Jeune Fille sans mains de Sébastien Laudenbach - Louise en hiver de Jean-François Laguionie - La Tortue rouge de Michael Dudok de Wit - Tout en haut du monde de Rémi Chayé | Premi Lumière d’honor - Thierry Frémaux - Marion Cotillard |